# Ернест Александрсон
Ернст Фредерік Вернер Александрсон (англ. Ernst Alexanderson; 25 січня 1878, Уппсала, Швеція — 14 травня 1975, Скенектаді, Нью-Йорк, США) — шведсько-американський інженер-електрик, винахідник  генератора змінного струму високої частоти, піонер радіо і телебачення.
Його генератор між 1906 і 1930 роками використовувався  для довгохвильової радіопередачі. Александрсон створив підсилювач постійного струму, який використовувався під час Другої світової війни для управління зенітними гарматами.

## Передумови
Народився Александрсон  в Уппсалі, Швеція. Навчався в Лундському університеті (1896–97), Королівському технологічному інституті в Стокгольмі та Технічній школі в Берліні, Німеччина. В 1902 році він переїхав до Сполучених Штатів і значну частину свого життя працював в американській корпорації General Electric and Radio.

## Інженерні роботи
Олександрсон спроектував генератор змінного струму Александрсона, ранній довгохвильовий радіопередавач, один з перших пристроїв, який міг передавати модульований звук по радіохвилях. Він працював у General Electric незначний час, коли GE отримав замовлення від професора та дослідника Реджинальда Фессендена, який тоді працював в Бюро погоди США, для спеціалізованого генератора змінного струму з набагато вищою частотою, ніж ті, що існували на той час, для використання як радіопередавач. Фессенден працював над проблемою передачі звуку радіохвилями і дійшов висновку, що потрібен новий тип радіопередавача, передавач безперервної хвилі. Влітку 1906 року перша спроба пана Александрсона – генератор на 50 кГц, був встановлений на радіостанції Фессендена в місті Брант-Рок, штат Массачусетс. Восени його потужність була покращена до 500 Вт та 75 Вт кГц. Напередодні Різдва 1906 року Фессенден зробив експериментальну трансляцію різдвяної музики, в тому числі він сам грав на скрипці. Передачу чули кораблі ВМС і берегові станції на східному узбережжі аж до Арлінгтона. Ця трансляція вважається першим AM радіо-розважальним ефіром.
Александрсон продовжував вдосконалювати свою машину, і його генератор  став широко використовуватися  на станціях дуже низької частоти високої потужності для передачі радіотелеграфічного трафіку на міжконтинентальні відстані, аж поки в 1930-х роках не був замінений вакуумними ламповими передавачами.  На радіостанції «Гріметон» поблизу Варберга, Швеція збережений єдиний такий  передавач у робочому стані. В 2004 році він внесений до списку світової спадщини ЮНЕСКО.
Александрсон також сприяв розвитку телебачення. Перший телевізійний ефір у США відбувся в 1927 році з його будинку GE Plot.
В 1948 році Александрсон пішов у відставку з General Electric,  та як винахідник та інженер залишався активним до глибокого віку. Він продовжив консультувати Радіокорпорації Америки та телевізійні дослідження.  За своє життя Александрсон отримав 345 американських патентів, останній поданий у 1968 році у віці 89 років. Ернест Александрсон помер у 1975 році і був похований на кладовищі Вейл у місті Шенектаді, штат Нью-Йорк.
У 1983 році ім'я Александерсон було записано в книгу найбільших винаходів, яка знаходиться на зберіганні в національному Залі Слави США.
- Почесна медаль IEEE від Інституту радіоінженерів, тепер IEEE, (1919)
- Медаль IEEE Едісона від Американського інституту інженерів-електриків, тепер IEEE, (1944)
- Золота медаль Вальдемара Поульсена від Данської академії технічних наук (1947)
- Вступ до Залу слави національних винахідників (1983)[11]
- Вступ до Залу слави побутової електроніки (2002)[12]

## Патенти
Ернст був дуже активним і за своє життя отримав всього 345 патентів: 
- U.S. Patent 1 008 577 – High frequency alternator (100 kHz), filed April, 1909; issued, November, 1911
- U.S. Patent 1 173 079 – Selective Tuning System (Tuned RF Circuit, filed October, 1913; issued February, 1916
- U.S. Patent 1 723 908 – Ignition system, (RFI suppressor), filed June, 1926; issued August, 1929
- U.S. Patent 1 775 801 – Radio signaling system (directional antenna), filed November 1927, issued September 1930